# هنري دي روتشيلد
هنري دي روتشيلد (بالفرنسية: Henri de Rothschild)‏ هو سائق سيارة سباق ورائد أعمال وكاتب مسرحي وطبيب فرنسي، ولد في 26 يوليو 1872 في الدائرة الثامنة في باريس في فرنسا، وتوفي في 12 أكتوبر 1947 في Jouxtens-Mézery ‏ في سويسرا.

## وصلات خارجية
- هنري دي روتشيلد على موقع IMDb (الإنجليزية)
- هنري دي روتشيلد على موقع كينوبويسك (الروسية)